# Ставки (Лубенський район)
Ставки́ —  село в Україні, у Хорольській міській громаді Лубенського району Полтавської області. Населення становить 128 осіб. До 2020 орган місцевого самоврядування — Штомпелівська сільська рада.

## Географія
Село Ставки знаходиться на правому березі річки Рудка, вище за течією на відстані 1 км розташоване село Ванжина Долина, нижче за течією на відстані 3 км розташоване місто Хорол. На відстані 1 км розташовані села Лісянщина та Лобкова Балка. Поруч проходить автомобільна дорога М03.

## Історія
12 червня 2020 року, відповідно до розпорядження Кабінету Міністрів України № 721-р «Про визначення адміністративних центрів та затвердження територій територіальних громад Полтавської області», село увійшло до складу Хорольської міської громади..
19 липня 2020 року, в результаті адміністративно - територіальної реформи та ліквідації Хорольського району, село увійшло до складу новоутвореного Лубенського району.